# Saint-Élie-de-Caxton
Saint-Élie-de-Caxton è un comune del Canada, situato nella provincia del Québec, nella regione di Mauricie.